# Milon-la-Chapelle
Milon-la-Chapelle là một xã của Pháp, nằm ở tỉnh Yvelines trong vùng Île-de-France.
Người xã này trong tiếng Pháp gọi là Milonais và Milonaises.
Milon la Chapelle có cự ly khoảng 22 km về phía tây nam Paris, 10 km về phía tây nam Versailles và 18 km về phía đông bắc Rambouillet.
Các xã giáp ranh theo thứ tự khoảng cách:
- Chevreuse
- Magny-les-Hameaux
- Saint-Rémy-lès-Chevreuse

## Hành chính
| Date d'élection                                            | Identité          |
| ---------------------------------------------------------- | ----------------- |
| Les données antérieures à 2001 ne sont pas encore connues. |                   |
| tháng 3 2001                                               | Jacques Pelletier |
| tháng 3 2008                                               | Jacques Pelletier |

## Biến động dân số
| v. 1900                                          | 1990 | 1999 |
| ------------------------------------------------ | ---- | ---- |
| 119                                              | 339  | 335  |
| Số liệu lấy từ năm 1982: Dân số không tính trùng |      |      |